# BMW M3
BMW M3 este o variantă sport al automobilului BMW Seria 3, fabricată în Germania din anul 1986. Este un vehicul conceput de către filiala „BMW M GmbH” și produs de BMW AG. În comparație cu modelul standard, BMW M3 este o variantă deosebit de puternică.
Prima generație (E30) a fost disponibilă în caroserie coupé (sedan cu 2 uși) și cabriolet. Varianta sedan a apărut odată cu modelul E36, dar a fost eliminată în generația următoare, repărând cu modelul E90 și urmând a rămâne până în prezent. În 2014, modelele coupé și cabriolet ale BMW Seria 3 s-au transformat în BMW Seria 4, și odată cu ele și M3 coupé și cabriolet au devenit M4 Coupé, respectiv Cabriolet. În 2022, BMW a lansat primul BMW M3 Touring, astfel, în prezent, BMW M3 este disponibil ca sedan și break („Touring”).

## BMW M3 (E30)
Prima serie BMW M3 a fost construită în 1986 și prezentată ca model de omologare pentru „DTM” („Deutsche Tourenwagen-Meisterschaft”) bazată pe seria E30. Motorul de patru cilindri are o capacitate de 2.302cm³, și o putere de 143 kw (195 CP) la 6.750 rpm. Cuplul maxim este de 230 Nm la 4.750 rpm.
Automobilul BMW M3 (E30) a fost construit cu caroserie tip sedan sau cabriolet (din septembrie 1989) cu două uși. Modelul de bază de la BMW E30, pe care se baza „BMW M3 (E30)”, avea la bază caroseria tip sedan cu două uși, deci nici „M3” nu are model cu patru uși. În luna septembrie 1989, puterea motorului (cu catalizator), a fost ridicată la 215 CP. 
Proprietățile automobilului pentru competiții sportive au fost favorizate, astfel s-a putut reduce din confortul mașinii, deci cheltuielile producției. Printre modificările frapante ale automobilului erau cele făcute prin lățirea aripilor, pentru a permite mărirea distanței între roți. Adăugarea spoilerelor din față, spate și la praguri, schimbările la spatele caroseriei (C-pilon), au dus la îmbunătățirea aerodinamică a automobilului. De asemenea, capota porbagajului a fost confecționată dintr-un material de masă plastică întărit cu fibră de sticlă și ridicat cu circa 40 mm. În afară de acestea, parbrizul a fost lipit și nu ca la modelul E30 ținut de un cheder.

### Modele speciale
- BMW M3 Europameister, 143 kW (195 CP); 148 bucăți (cu semnătura lui Roberto Ravaglia).
- BMW M3 Cecotto, 158 kW (215 CP); 505 bucăți (dintre care 25 bucăți ca model special Ravaglia).
- BMW M3 Evolution II: motor S14, 162 kW; 500 bucăți.
- BMW M3 Sport Evolution: motor S14, 175 kW; (2,5 cm³, 600 bucăți, construite din ianuarie - martie 1990)

## BMW M3 (E36)

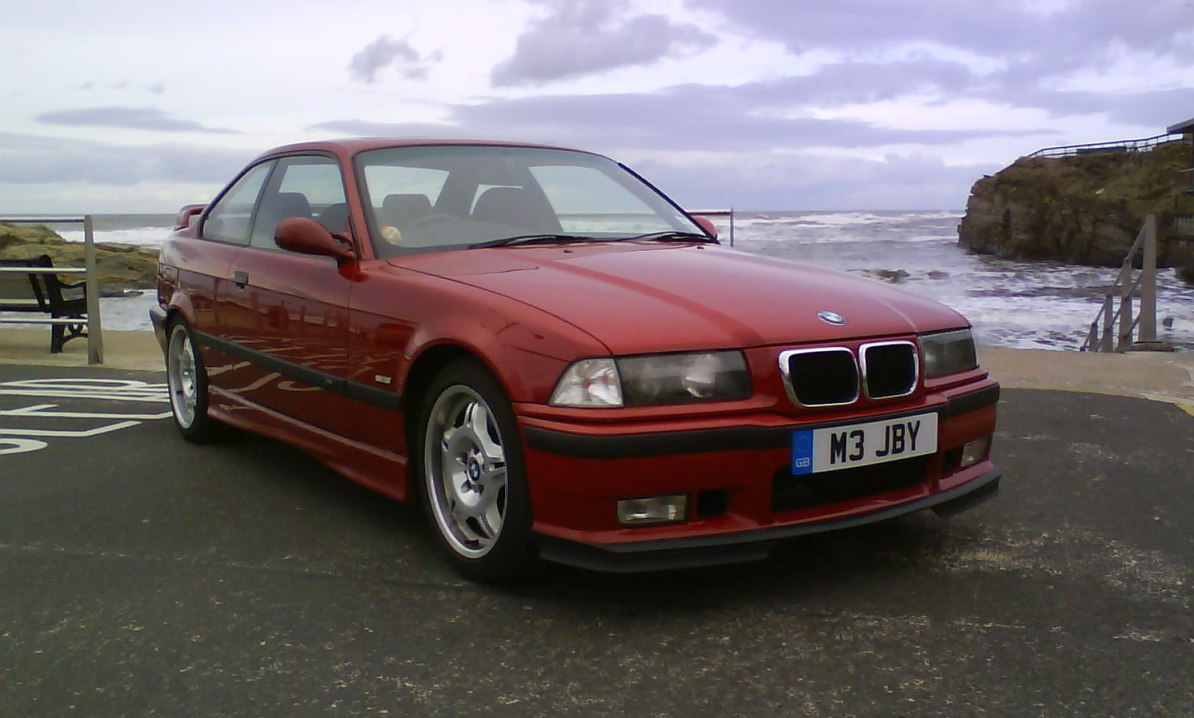

Cea de-a doua serie BMW-M3 prezentată în 1992, care în prima fază de producție se baza pe modelul Coupé cu două uși, avea un motor cu șase cilindri, 2990 cm³ și patru supape pe cilindru, cu o putere de 210 kw, și sistemul Vanos (sistem reglabil al arborelui cu came) pe admisie, motor care realiza un cuplu maxim de 320 Nm la 3600 rpm. Această creștere semnificativă a puterii motorului, a dus la o schimbare generală a suspensiei și sistemului de frânare. De asemenea, amortizoarele și stabilizatoarele au fost reglate mai rigide și caroseria cu 31 mm mai joasă decît la normalul Coupé. Din anul 1993 M3 a fost oferit și ca sedan cu patru uși, singurul model pînă  cînd a apărut modelul „E90”. 
Până la sfârșitul producției al acestui model în anul 1999, au fost construite în total 71.242 de automobile de tip sedan, coupé și cabriolet „M3 E36”.
Modelul de export pentru Statele Unite a avut un motor mai slab, care avea la bază din punct de vedere tehnic, pe acela al motorului cu șase cilindri al lui 325i sau 328i.

## BMW M3 (E46)

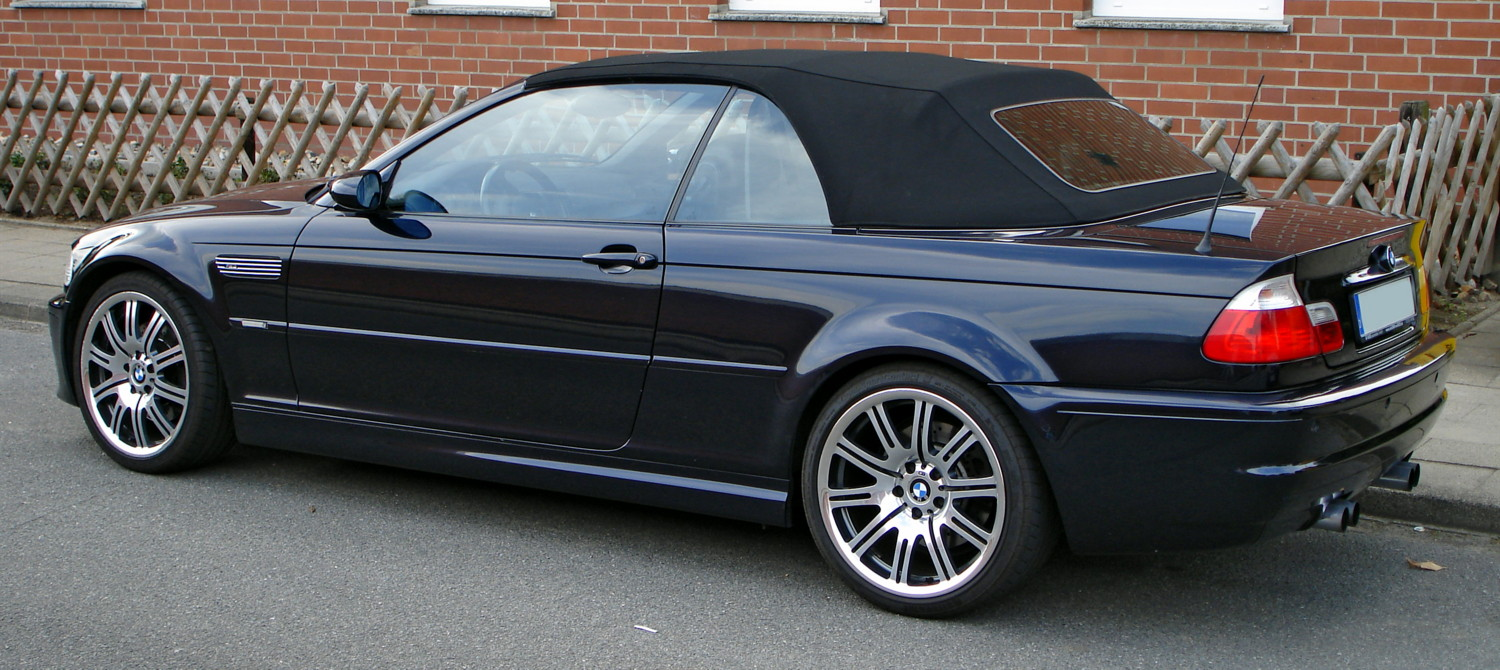

BMW M3 (seria E46) construit din anul 2000, are un motor de 3,2-litri cu șase cilindri, care realizează o putere de  252 kw (343 CP) la o turație de 7.900 rpm. Șasiul și sistemul de rulare sunt o construcție dezvoltată în continuare a modelului precedent.
La începutul anului 2005, cu o suprataxă de 5.300 € se putea obține un pachet de competiție la noile automobile care includea roți de 19 țol în „CSL-design” (Coupé Sport Leichtbau) cu anvelope tip „Sport-Cup” cu o suspensie optimală și o direcție cu un raport de 14,5:1 în loc de 15,4:1.
Astfel echipat, „M3 E46” era concurentul automobilelor Mercedes-Benz CLK 55 AMG, a lui Audi S4 ca și pentru Porsche 996.

### Modelul M3 CSL
De la seria E46 al BMW M3 exista de asemenea și un model ediție specială limitată, denumită „M3 CSL”, cu abrevierea CSL, ca și în cazuri precedente ale automobilului BMW, care însemna Coupé Sport Leichtbau („Coupé sport construcție ușoară”).
Acest model avea o caroserie mai ușoară și un motor mai puternic, 265 kw (360 CP). Reducerea în greutate a fost realizată prin reducerea confortului și utilizarea de materiale ușoare și moderne. Cu dovada unei licențe de șofer de curse, cumpărătorul avea posibilitatea de a desființa limitarea maximă de viteză (250 km/h) cu care automobilul era livrat din uzină. Modelul BMW M3 CSL E46 este etichetat cu litera „M” pe mijlocul volanului.
Modelul standard al modelului „CSL” conținea echipamente electronice care erau de greutate redusă ca de exemplu ABS, ESP.

### Modelul M3 GTR
Din februarie 2001, BMW a oferit modelul M3 GTR, care rezulta din versiunea automobilului de raliu de la American Le Mans Series („ALMS”), cu o greutate redusă la 1.350 kg, un motor cu o putere redusă la 351 CP / 7250 rpm., la un preț de 250.000€.

## BMW M3 (E90/E92/E93)
A 4-a generație a BMW M3 a existat în 3 versiuni de caroserie: de E90 (Sedan) / E92 (Coupé) / E93 (Cabriolet). Detaliile vizuale care au diferențiat BMW M3 de modelul Seria 3 au fost aripile lărgite la roți, patru țevi de eșapament, orificiile laterale în formă de branhii în aripi. Foarte importantă a fost reducerea greutății caroseriei cu ar fii confecționarea acoperișului la M3 Coupé din fibre de carbon. Capota motorului era din aluminiu, roțile de 19 țoli erau optimizate în greutate, fiind cu 10kg mai ușoare decât cele standarde de 18 țoli. Datorită acestor măsuri, greutatea automobilului (coupé) a ajuns la 1.655kg.
Astfel echipat, „M3 E90” este concurentul automobilelor Mercedes-Benz „CLK 63 AMG”, a lui Audi „RS4” ca și pentru Porsche 911.

## BMW M3 (F80)
A 5-a generație a BMW M3 a fost lansată în 2014 la North American International Auto Show și a fost produsă până în 2018. A fost prima generație în care versiunile coupé și cabriolet au fost designate ca M4 (asemănător Seria 3 Coupé și Cabriolet, transformate în Seria 4), gama M3 constând, astfel, numai în modelul sedan. Masa noului model a fost scăzută cu 80kg prin folosirea de mai mult aluminiu și plastic întarit cu fibră de carbon. F80 a fost primul model M3 cu motorul S55 dublu-supraalimentat (twin-turbo) cu 6 cilindri în linie, marcând prima dată când un model M3 a folosit un motor supraalimentat. Acesta produce 431 cp (317 kW) și 550 Nm, și are un timp de accelerație 0-100km/h de 4,1 secunde.
În 2016, a apărut pachetul „Competition”. Astfel, modelele M3 F80 cu acest pachet aveau puterea ridicată la 450 cp (331kW) și modicări minore la sistemul electronic de stabilitate (DSC) și suspensii. Accelerația 0-100km/h dura 4,0 secunde.

### Facelift-uri
BMW M3 F80 a primit două facelift-uri, în 2016 și 2017, în care a primit stopuri noi cu LED, respectiv faruri cu design nou și câteva schimbări minore de design în interior.

### M3 CS
În 2018, BMW a lansat o versiune specială, BMW M3 CS, limitată la 1200 unitați. Puterea dezvoltată de motor a fost ridicată la 454 cp, iar cuplul la 601 Nm. Această versiune venea cu cutie de viteze automată cu dublu ambreiaj (DCT) și schimbări minore de design.

## BMW M3 (G80/G81)
A 6-a generație a BMW M3.